# Holstein-Herring-Methode
Die Holstein-Herring-Methode, auch bekannt unter der englischen Bezeichnungen surface integral method oder Smirnov's method, ist in der Quantenphysik ein effektives Verfahren zur Berechnung der Austauschenergieaufspaltung asymptotisch entarteter Energiezustände in molekularen Systemen. Obwohl die Austauschenergieaufspaltung für zunehmend größer werdende internukleare Abstände {\displaystyle R} immer schwieriger zu berechnen ist, hat sie fundamentale Bedeutung für die Theorien der Bindung in Molekülen und des Magnetismus.

## Theorie
Die Grundidee der Holstein-Herring-Methode lässt sich am Beispiel des Wasserstoffmolekülions, oder allgemeiner, der Atom-Ion-Systeme oder „Systeme mit einem aktiven Elektron“ folgendermaßen illustrieren. Wir betrachten Molekülzustände, die durch Zustandsfunktionen beschrieben werden, welche sich unter Rauminversion gerade oder ungerade verhalten. Dies wird durch die Suffixe g und u in Termsymbolen gekennzeichnet und ist Standard zur Kennzeichnung elektronischer Zustände zweiatomiger Moleküle (für Atomzustände sind dagegen die englischen Ausdrücke „even“ und „odd“ gebräuchlich). Die zugehörige elektronische Schrödinger-Gleichung lässt sich schreiben als:
{\displaystyle \left(-{\frac {\hbar ^{2}}{2m}}\nabla ^{2}+V\right)\psi =E\psi ~,}
wobei {\displaystyle E} die (elektronische) Energie eines gewählten quantenmechanischen Zustands (Eigenzustands) ist, mit einer elektronischen Zustandsfunktion {\displaystyle \psi =\psi (\mathbf {r} )} die von den Ortskoordinaten des Elektrons abhängt, und wobei {\displaystyle V} das Coulomb-Potential der Elektron-Kern-Wechselwirkung ist. Für das Wasserstoff-Molekülion gilt:
{\displaystyle V=-{\frac {e^{2}}{4\pi \varepsilon _{0}}}\left({\frac {1}{r_{a}}}+{\frac {1}{r_{b}}}\right)}
Für irgendeinen geraden Zustand lässt sich die elektronische Schrödinger-Gleichung in atomaren Einheiten ({\displaystyle \hbar =m=e=4\pi \varepsilon _{0}=1}) schreiben als:
{\displaystyle \left(-{\frac {1}{2}}\nabla ^{2}+V({\textbf {x}})\right)\psi _{+}=E_{+}\psi _{+}}
Für irgendeinen ungeraden Zustand lässt sich die zugehörige Wellengleichung schreiben als:
{\displaystyle \left(-{\frac {1}{2}}\nabla ^{2}+V({\textbf {x}})\right)\psi _{-}=E_{-}\psi _{-}}
Der Einfachheit halber nehmen wir reelle Funktionen an (obwohl das Endergebnis für den Fall komplexer Funktionen verallgemeinert werden kann). Nun multiplizieren wir die Gleichung für die gerade Funktion von links mit {\displaystyle \psi _{-}}, die Gleichung für die ungerade Funktion von links mit {\displaystyle \psi _{+}}, und erhalten daraus die Differenz:
{\displaystyle \psi _{+}\nabla ^{2}\psi _{-}-\psi _{-}\nabla ^{2}\psi _{+}={}-2\,\Delta E\,\psi _{-}\psi _{+}\;.}
wobei {\displaystyle \Delta E=E_{-}-E_{+}} als Austauschenergieaufspaltung bezeichnet wird. Im nächsten Schritt definieren wir, ohne Beschränkung der Allgemeinheit, orthogonale Ein-Teilchen-Funktionen, {\displaystyle \phi _{A}^{}} und {\displaystyle \phi _{B}^{}}, die an den Kernen lokalisiert seien und schreiben:
{\displaystyle \psi _{+}={\frac {1}{\sqrt {\,2}}}~(\phi _{A}^{}+\phi _{B}^{})\;,\qquad \psi _{-}={\frac {1}{\sqrt {\,2}}}~(\phi _{A}^{}-\phi _{B}^{})\;.}
Dies ist ähnlich dem in der Quantenchemie verwendeten LCAO-Ansatz (Linear combination of atomic orbitals molecular orbital method), wir müssen aber betonen, dass die Funktionen {\displaystyle \phi _{A}^{}} und {\displaystyle \phi _{B}^{}} im Allgemeinen „polarisiert“ sind, d. h., sie sind keine reinen Eigenfunktionen der Drehimpulsoperatoren bzgl. ihrer jeweiligen Zentren (s. a. unten). Allerdings reduzieren sich die lokalisierten Funktionen {\displaystyle \phi _{A,B}^{}} im Grenzfall {\displaystyle R\rightarrow \infty } auf die wohlbekannten atomaren (wasserstoff-artigen) Psi-Funktionen {\displaystyle \phi _{A,B}^{0}}. Wir bezeichnen nun mit {\displaystyle M} die Ebene senkrecht zur Kernverbindungslinie in der Mitte zwischen beiden Kernen (s. Diagram für Wasserstoff-Molekülion für weitere Einzelheiten), mit {\displaystyle {\mathbf {z} }} einen Einheitsvektor senkrecht zu dieser Ebene (dieser Vektor sei parallel zur kartesischen {\displaystyle z}-Richtung), so dass der gesamt dreidimensionale Raum {\displaystyle \mathbf {R} ^{3}} in einen linken ({\displaystyle L}) und einen rechten ({\displaystyle R}) Halbraum geteilt wird. Aus Symmetrieüberlegungen folgt:
{\displaystyle \left.\psi _{-}\right|_{M}=\mathbf {z} \cdot \left.\mathbf {\nabla } \psi _{+}\right|_{M}=0\;.}
Dies impliziert, dass:
{\displaystyle \left.\phi _{A}^{}\right|_{M}=\left.\phi _{B}^{}\right|_{M}\;,\qquad {\mathbf {z} }\cdot \left.\mathbf {\nabla } \phi _{A}^{}\right|_{M}={}-\mathbf {z} \cdot \left.\mathbf {\nabla } \phi _{B}^{}\right|_{M}\;.}
Die lokalisierten Funktionen sind normiert, so dass gelten muss:
{\displaystyle \int _{L}\phi _{A}^{2}~dV=\int _{R}\phi _{B}^{2}~dV}
und umgekehrt. Integration dieses Ergebnisses über den gesamten Raum links der Ebene {\displaystyle M} ergibt:
{\displaystyle 2\int _{L}\psi _{+}\psi _{-}~dV=\int _{L}(\phi _{A}^{2}-\phi _{B}^{2})~dV=1-2\int _{R}\phi _{A}^{2}~dV}
und
{\displaystyle \int _{L}(\psi _{+}\nabla ^{2}\psi _{-}-\psi _{-}\nabla ^{2}\psi _{+})~dV=\int _{L}(\phi _{B}^{}\nabla ^{2}\phi _{A}^{}-\phi _{A}^{}\nabla ^{2}\phi _{B}^{})~dV}

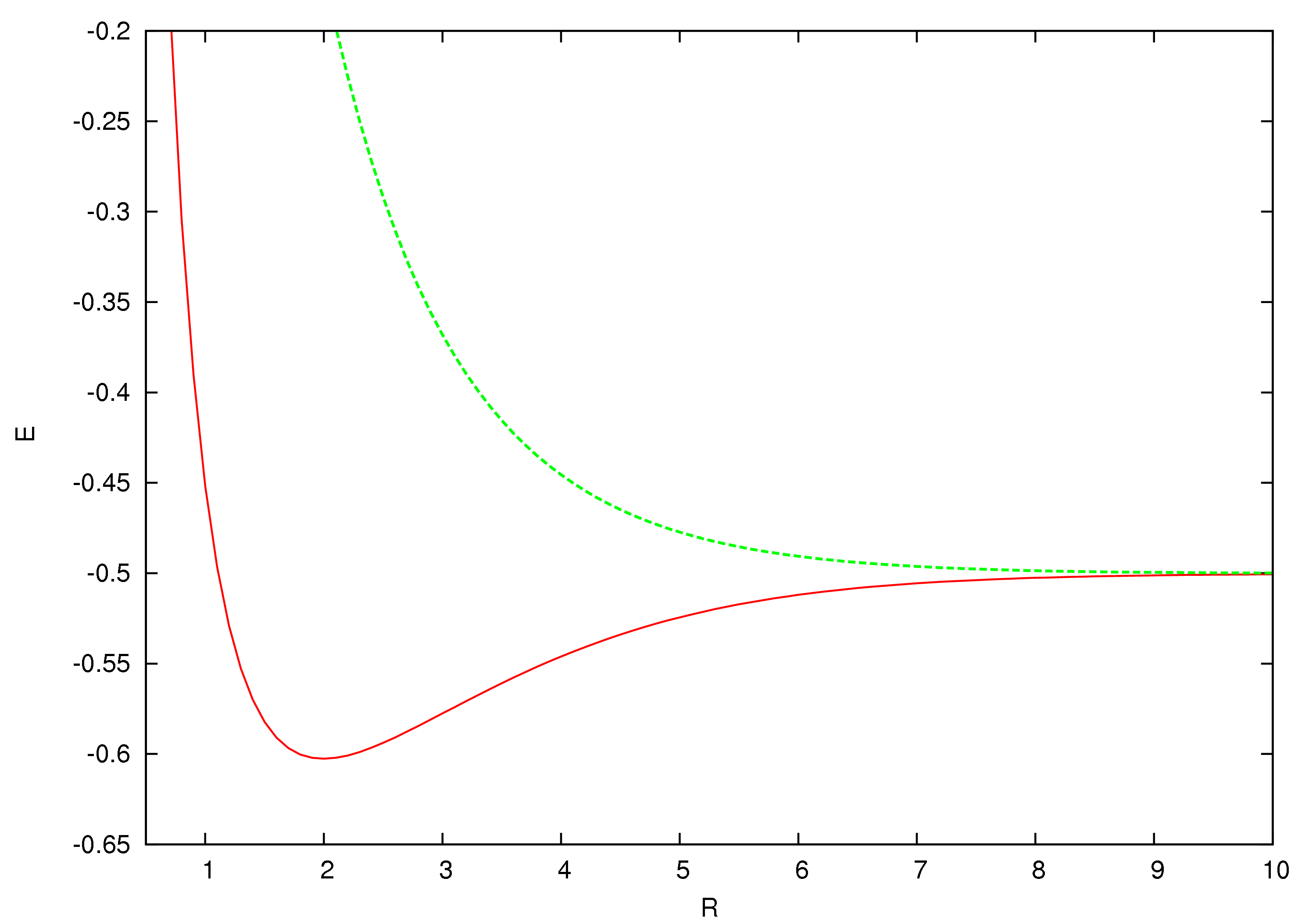
Energie (E) der beiden niedrigsten gebundenen Zustände des Wasserstoff-Molekülions, als Funktion des Kern-Kern-Abstandes (R) in atomaren Einheiten.

 Anwendung einer Variante des gaußschen Integralsatzes auf dieses Ergebnis führt schließlich auf die Holstein-Herring-Formel:
{\displaystyle \Delta E={}-2\,{\frac {\int _{M}\phi _{A}^{}\mathbf {\nabla } \phi _{A}^{}\bullet d{\mathbf {S} }}{1-2\int _{R}\phi _{A}^{2}~dV}}}
wobei {\displaystyle d{\mathbf {S} }} ein differentielles Flächenelement der Mittelebene {\displaystyle M} ist. Mit dieser Formel gelang es Herring erstmals zu zeigen, dass der führende Term der asymptotischen Entwicklung der Energiedifferenz zwischen den beiden niedrigsten Zuständen des Wasserstoff-Molekülions, also des ersten angeregten Zustandes {\displaystyle 2p\sigma _{u}} und des Grundzustandes {\displaystyle 1s\sigma _{g}} (bezeichnet nach molekularer Notation – s. obige Abbildung für die Energiekurven), folgende mathematische Form hat:
{\displaystyle \Delta E=E_{-}-E_{+}={\frac {4}{e}}\,R\,e^{-R}}
Vorherige Berechnungen auf der Basis der LCAO-Näherung für die atomaren Orbitale hatten fälschlicherweise den Vorfaktor {\displaystyle 4/3} anstatt {\displaystyle 4/e} ergeben.

## Anwendungen
Die Holstein-Herring-Formel hatte nur begrenzte Bedeutung für Anwendungen, bis um 1990, als Tang, Toennies, und Yiu zeigten, dass {\displaystyle \phi _{A}^{}} eine polarisierte Funktion sein kann, d. h. eine atomare, an einem der beiden Kernorte lokalisierte Wellenfunktion, die durch den Einfluss des anderen Kerns verzerrt wird und daher keine eindeutige Symmetrie (gerade oder ungerade) mehr aufweist. Dennoch kann die oben angegebene Holstein-Herring-Formel verwendet werden und liefert die korrekte asymptotische Reihenentwicklung für die Austauschenergieaufspaltung. Auf diese Weise ist auch ein ursprüngliches Zwei-Zentren-Problem erfolgreich in ein effektives Ein-Zentren-Problem umgewandelt worden. Anschließend wurde diese Formel für Zwei-Zentren-Probleme mit einem aktiven Elektronen (z. B. Alkalidimer-Kationen) erweitert. Durch Scott et al. wurde das Verständnis dieses zunächst überraschenden Ergebnisses vertieft, was die Klärung subtiler, aber wichtiger Fragen zur Konvergenz der polarisierten Funktionen erforderte. Das Ergebnis dieser Analyse bedeutet, dass im Prinzip jede beliebige Ordnung der asymptotischen Reihenentwicklung der Austauschenergieaufspaltung berechnet werden kann. Die Holstein-Herring-Methode ist auch für den Fall von zwei aktiven Elektronen erweitert worden, d. h. für die beiden niedrigsten gebundenen Zustände des Wasserstoff-Moleküls {\displaystyle {\ce {H_2}}} und allgemeinere zweiatomige Systeme.

## Physikalische Interpretation
Die oben angegebene Holstein-Herring-Formel kann wie folgt physikalisch interpretiert werden: Das Elektron tunnelt zwischen beiden Kernen hin und her, erzeugt dadurch einen Strom, dessen Flussdichte durch die Mittelebene {\displaystyle M} die Bestimmung der Austauschenergieaufspaltung erlaubt. Bezogen auf den Tunneleffekt, eine ergänzende Auslegung von Sidney Colemans „Aspects of Symmetry“ („Aspekte der Symmetrie“, 1985) hat eine „Instanton“ Reise in die Nähe und über den klassischen Weg innerhalb Pfadintegral. Diese Energie wird also von beiden Kernen geteilt, d. h. ausgetauscht. Zu beachten ist noch, dass das Volumenintegral über {\displaystyle R} im Nenner der Holstein-Herring-Formel subdominant ist, so dass für genügend große Kern-Kern-Abstände der Nenner einfach gleich eins gesetzt werden kann und nur das Oberflächenintegral im Zähler berechnet zu werden braucht.